# Edda Köchl
Pour les articles homonymes, voir Köchl.
Edda Köchl, née à Vienne (Autriche) le 28 février 1942 et morte à Berlin (Allemagne) le 12 septembre 2015 , est une actrice et illustratrice allemande.

## Biographie
Edda Köchl a été mariée au réalisateur Wim Wenders de 1968 à 1974. elle se remarie avec l'historien de l'art Kasper König (de) avec qui elle a fils, le galeriste Johann König (de).

## Filmographie

### Au cinéma
- 1968 : Candy Man
- 1970 : Summer in the City de Wim Wenders : Edda
- 1970 : Dark Spring d'Ingemo Engström
- 1972 : L'Angoisse du gardien de but au moment du penalty (Die Angst des Tormanns beim Elfmeter) de Wim Wenders : la fille à Vienne
- 1972 : Liebe, so schön wie Liebe
- 1974 : Alice dans les villes (Alice in den Städten) de Wim Wenders : Angela, l’amie à New York
- 1979 : Beschreibung einer Insel : Anna
- 1983 : La Main dans l'ombre (System ohne Schatten) : la peintre
- 2010 : Das rote Zimmer (de) : l'antiquaire

### À la télévision
- 2011 : Die Sterntaler (de) : la blanchisseuse